# Флаг городского округа Мытищи
Флаг муниципального образования городской округ Мытищи Московской области Российской Федерации — опознавательно-правовой знак, служащий официальным символом муниципального образования.
Первоначально флаг был утверждён 24 февраля 1999 года как флаг муниципального образования Мытищинский район и внесён в Государственный геральдический регистр Российской Федерации с присвоением регистрационного номера 331. 26 декабря 2002 года и 25 января 2007 года, принимались новые Положения о флаге, не изменившие его изображение и описание.
В ходе муниципальной реформы 2006 года муниципальное образование Мытищинский район было преобразовано в Мытищинский муниципальный район.
Законом Московской области от 23 сентября 2015 года № 147/2015-ОЗ, все муниципальные образования Мытищинского муниципального района — городские поселения Мытищи и Пироговский, сельское поселение Федоскинское — были преобразованы, путём их объединения, в городской округ Мытищи.
15 сентября 2016 года флаг Мытищинского муниципального района утверждён официальным символом городского округа Мытищи Московской области.
Флаг городского округа Мытищи разработан на основе герба городского округа Мытищи и отражает исторические, культурные, социально-экономические, национальные и иные местные традиции.

## Описание
«Прямоугольное двустороннее полотнище с отношением ширины к длине 2:3, голубого цвета с красной полосой по верхнему краю полотнища шириной 1/4 от общей ширины и с зелёной полосой по нижнему краю полотнища шириной 1/5 от общей ширины. От нижнего края полотнища возникают три сквозные белые арки акведука, сопровождаемого в средней арке жёлтой ладьёй с конской головой на носу, перекатываемой волоком на катках того же цвета; по акведуку скачет Св. Георгий, поражающий копьём и топчущий крылатого змея; все фигуры жёлтые».

## Обоснование символики

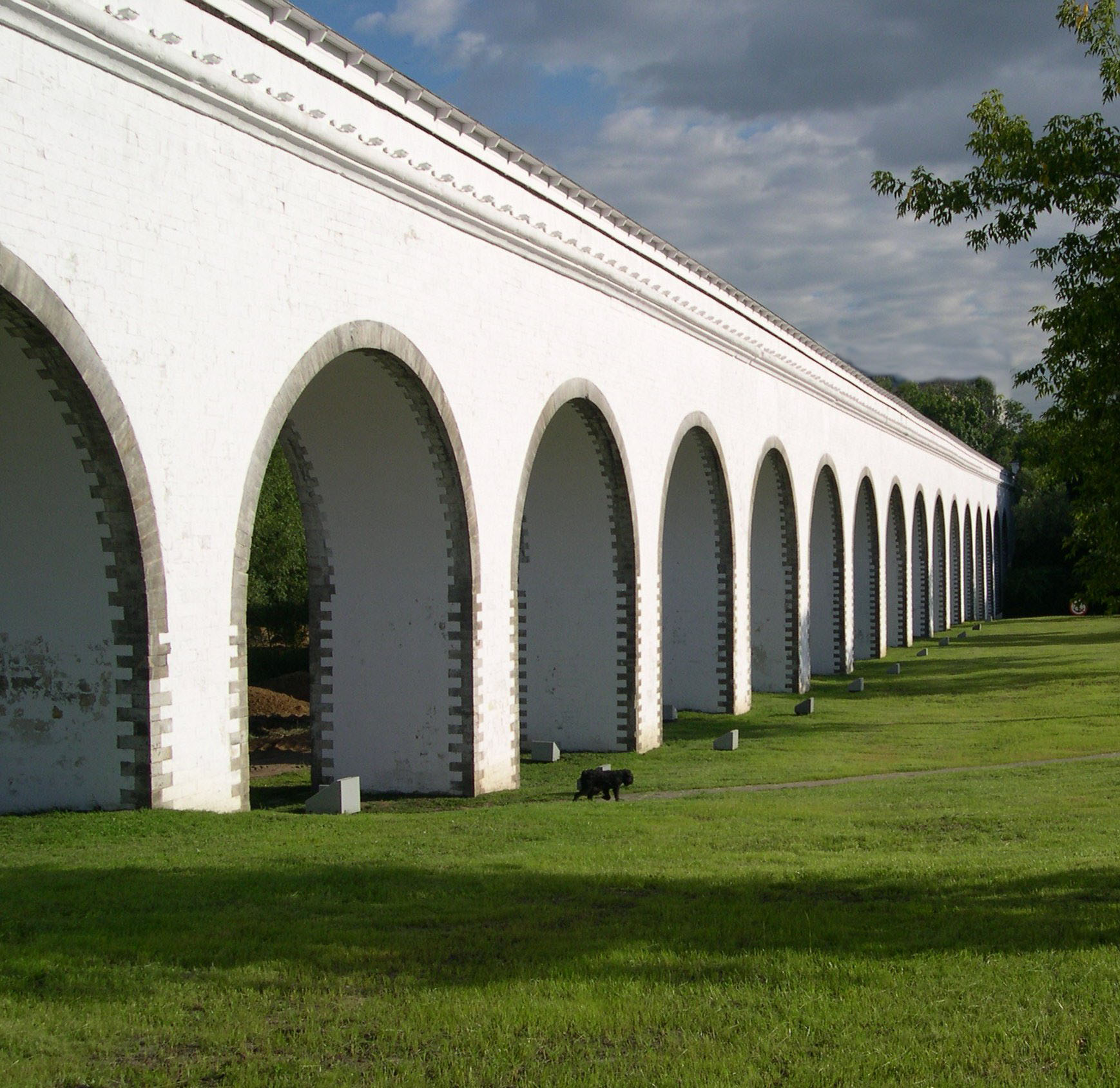
Ростокинский акведук символически изображённый на флаге.

Слово «Мытищи» буквально означает место, где когда-то собирали пошлину — «мыт», Яузский путь издревле существовал в районе современного города — на флаге это отражено ладьёй на катках.
Край издревле славился прекрасной ключевой водой, что и позволило провести в Москву первый в России водопровод, что символизируют арки акведука, а фигура Святого Георгия, основной элемент флага Москвы, отражает то, что водопровод связывал Мытищи с Москвой.
Голубой цвет отражает реку Яуза, на берегах которой расположен район.
Голубой цвет (лазурь) в геральдике символизирует мир, чистоту неба, истину, возвышенные устремления и честь.
Зелёный цвет символизирует природу района. В геральдике — также символ плодородия, жизни и здоровья.
Жёлтый цвет (золото) в геральдике — символ высшей ценности, прочности, силы, великодушия, солнечного света и рассвета.
Белый цвет (серебро) в геральдике — символ простоты, совершенства, мудрости, благородства, мира, взаимосотрудничества.

## См. также

Флаги муниципальных образований Мытищинского муниципального района
Городское поселение Мытищи
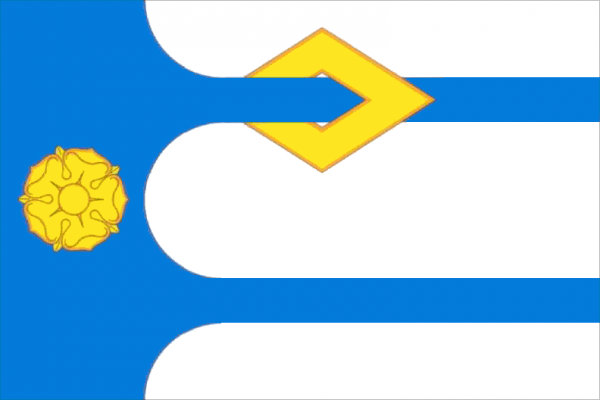
Городское поселение Пироговский
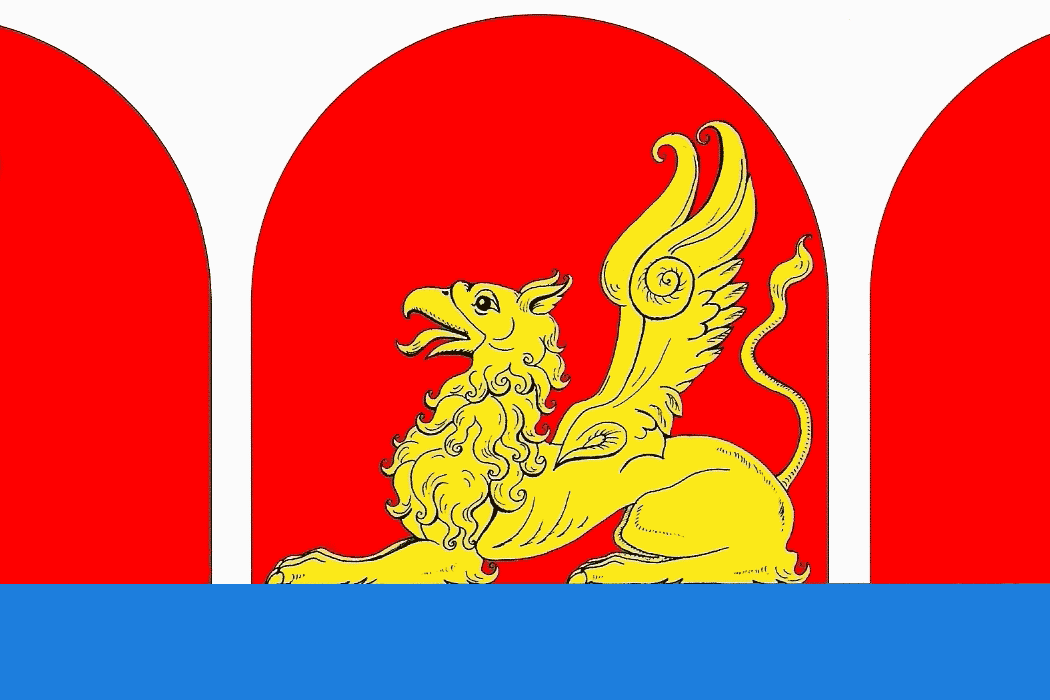
Сельское поселение Федоскинское